# Żarnówka (rejon grodzieński)
Żarnówka (biał. Жорнаўка, ros. Жорновка) – wieś na Białorusi, w obwodzie grodzieńskim, w rejonie grodzieńskim, w sielsowiecie Indura.

## Historia
W czasach zaborów dobra należące do rodzin Kozłowskich i Klimaszewskich, leżące w granicach Imperium Rosyjskiego, w guberni grodzieńskiej, w powiecie grodzieńskim, w gminie Indura.
W dwudziestoleciu międzywojennym dwór leżał w Polsce, w województwie białostockim, w powiecie grodzieńskim, w gminie Indura.
Według Powszechnego Spisu Ludności z 1921 roku ówczesny folwark zamieszkiwało 122 osoby, 103 było wyznania rzymskokatolickiego a 19 prawosławnego. Jednocześnie 101 mieszkańców zadeklarowało polską przynależność narodową a 21 białoruską. Było tu 8 budynków mieszkalnych.
Miejscowość należała do parafii rzymskokatolickiej i parafii prawosławnej w Indurze.
Podlegała pod Sąd Grodzki w Indurze i Okręgowy w Grodnie; właściwy urząd pocztowy mieścił się w Indurze.